# Alberto Costa (polityk)
Alberto Bernardes Costa (ur. 16 sierpnia 1947 w Alcobaça) – portugalski polityk, prawnik i nauczyciel akademicki, poseł do Zgromadzenia Republiki, minister administracji i spraw wewnętrznych (1995–1997) oraz minister sprawiedliwości (2005–2009).

## Życiorys
Ukończył studia prawnicze na Uniwersytecie Lizbońskim. Od 1969 prowadził działalność opozycyjną, był represjonowany przez funkcjonariuszy policji politycznej PIDE, objęto go zakazem nauczania na portugalskich uczelniach. W pierwszej połowie lat 70. wyjechał do Francji, gdzie uzyskał status uchodźcy i gdzie kształcił się w École pratique des hautes études w Paryżu. Po przemianach politycznych w 1974 podjął praktykę w zawodzie adwokata. W latach 1976–1986 pracował jednocześnie na macierzystym uniwersytecie.
W 1985 powrócił do aktywności politycznej, dołączając do Partii Socjalistycznej. W latach 1988–2011 zasiadał we władzach krajowych tego ugrupowania, w tym od 1999 do 2002 był członkiem sekretariatu krajowego. Od 1987 do 1988 był dyrektorem biura prawnego w administracji Makau. W latach 1991–2015 sprawował mandat deputowanego do Zgromadzenia Republiki VI, VII, VIII, IX, X, XI i XII kadencji. Od 1992 do 1995 pełnił funkcję wiceprzewodniczącego klubu poselskiego socjalistów, reprezentował również portugalski parlament w Konwencie Europejskim.
W latach 1995–1997 sprawował urząd ministra administracji i spraw wewnętrznych w gabinecie, którym kierował António Guterres. Następnie do 1998 był dyrektorem niewykonawczym w koncernie paliwowym Petrogal. W latach 2005–2009 zajmował stanowisko ministra sprawiedliwości w rządzie José Sócratesa.